# Monumentul Eroilor din Voinești
Monumentul Eroilor din Voinești este un monument istoric aflat pe teritoriul satului Voinești, comuna Voinești.